# Associazione Polisportiva Savoia 1965-1966
Questa voce raccoglie le informazioni riguardanti il Savoia nelle competizioni ufficiali della stagione 1965-1966.

## Stagione
La stagione 1965-1966 fu la 44ª stagione sportiva del Savoia. Assume la presidenza il trentaquattrenne imprenditore Franco Faraone Mennella, che si presenta con una notevole campagna acquisti. Vengono ingaggiati il portiere Roi dalla Nocerina, Bechelli dal Catania, Stucchi dalle giovanili del Milan, Ferrari dall'Udinese a cui viene elargito uno stipendio mensile di 400 mila lire. Nella campagna acquisti di riparazione vengono ingaggiati Inferrera dal Padova, Mainardi dal Livorno, Genisio dal Genoa ed Esposito dallo Stabia.
Il duo di allenatori Spartano-Lopez, che hanno riportato il Savoia in serie C dopo quasi un quarto di secolo, lasciano il club a causa dell'acquisto di Ferrari, a loro non gradito.
Nelle prime due giornate il Savoia conquista 4 punti, ma segue una serie negativa di 8 giornate, in cui si registrano solo un pareggio ed una vittoria. Dall'11ª giornata fino alla fine del girone di andata, il Savoia perde una sola volta raccogliendo due vittorie e 4 pareggi.
Nel girone di ritorno nelle prime 5 partite si conquistano solo due punti, tra la 22ª e la 28ª giornata il Savoia in casa conquista tre vittorie e due pareggi. La vittoria sull'Ascoli proprio alla 28ª giornata sarà l'ultima del campionato, in quanto nelle successive sei gare si conquistano solo due punti sperperando i sei punti di vantaggio sul Nardò che riesce nell'impresa di agganciare i bianchi proprio all'ultima giornata.
Per lo spareggio salvezza giocato al Flaminio di Roma e davanti a circa 15 mila spettatori, il Savoia richiama il duo di allenatori Spartano-Lopez, che devono fare a meno del bomber Padovani, messo fuori rosa dal presidente Mennella per motivi disciplinari. La partita dopo lo 0-0 del primo tempo, si sblocca in favore del Nardò grazie ad un'autorete di Rossi che devia nella propria porta una punizione avversaria. Lo stesso Rossi poco prima, aveva respinto involontariamente un tiro del compagno di squadra Genisio, diretto verso la porta del Nardò. I pugliesi raddoppiano con Nedi e chiudono la partita.
In seguito alla retrocessione il presidente Mennella lascerà il club, complice anche le gravosi spese affrontate.

## Divise

Il capitano Franco Palumbo indossa la maglia con l'ippocampo

In questo campionato il Savoia indossa la classica divisa completamente bianca, mentre come seconda casacca indossa una maglietta azzurra sul cui petto è riportato un ippocampo.
| Casa | Trasferta |

## Organigramma societario
Area direttiva
- Presidente:  Franco Faraone Mennella
- Vice presidente: Vittorio Prisco, Antonio di Salvatore
- Dirigenti: Viola, Gogna, Pignataro, Andreozzi, Caso, Saporito, Manzo, Pagano

Area organizzativa
- Segretario generale: Milano, De Simone

Area tecnica
- Allenatore:  Antonio Giglio e  Giacomo Blason poi
 Jone Spartano e  Giulio Lopez[1]

Area sanitaria
- Medico sociale: Antonio Ciniglio
- Massaggiatori: Mastromarino, Vecchione

## Rosa
| N. |                   | Ruolo | Calciatore         |
| -- | ----------------- | ----- | ------------------ |
|    | Italia (bandiera) | P     | Gaspare Boesso     |
|    | Italia (bandiera) | P     | Luigi Farinelli    |
|    | Italia (bandiera) | P     | Gianluigi Roi      |
|    | Italia (bandiera) | D     | Enzo Bertossi      |
|    | Italia (bandiera) | D     | Giovanni Biasin    |
|    | Italia (bandiera) | D     | Giuseppe Caramanno |
|    | Italia (bandiera) | D     | Germano Da Dalto   |
|    | Italia (bandiera) | D     | Giancarlo Genisio  |
|    | Italia (bandiera) | D     | Roberto Stucchi    |
|    | Italia (bandiera) | C     | Giovanni Berlasso  |
|    | Italia (bandiera) | C     | Luigi Bodi         |

| N. |                   | Ruolo | Calciatore                |
| -- | ----------------- | ----- | ------------------------- |
|    | Italia (bandiera) | C     | Paolo Ferrari             |
|    | Italia (bandiera) | C     | Carlo Franzini            |
|    | Italia (bandiera) | C     | Gianni Inferrera          |
|    | Italia (bandiera) | C     | Franco Palumbo (capitano) |
|    | Italia (bandiera) | A     | Ciro Esposito             |
|    | Italia (bandiera) | A     | Luigi Mainardi            |
|    | Italia (bandiera) | A     | Roberto Padovani          |
|    | Italia (bandiera) | A     | Gianpaolo Rossi           |
|    | Italia (bandiera) |       | Giulio Bechelli           |
|    | Italia (bandiera) |       | Salvatore Borrelli        |
|    | Italia (bandiera) |       | Gianni Spazzadeschi       |

## Calciomercato

### Sessione estiva
| Acquisti | Acquisti        | Acquisti | Acquisti   |
| R.       | Nome            | da       | Modalità   |
| -------- | --------------- | -------- | ---------- |
| P        | Gianluigi Roi   | Nocerina | definitivo |
| D        | Giulio Bechelli | Catania  | definitivo |
| D        | Roberto Stucchi | Milan    | definitivo |
| C        | Paolo Ferrari   | Udinese  | definitivo |

| Cessioni | Cessioni | Cessioni | Cessioni |
| R.       | Nome     | a        | Modalità |
| -------- | -------- | -------- | -------- |
|          |          |          |          |

### Sessione invernale (novembre)
| Acquisti | Acquisti          | Acquisti        | Acquisti   |
| R.       | Nome              | da              | Modalità   |
| -------- | ----------------- | --------------- | ---------- |
| C        | Gianni Inferrera  | Padova          | definitivo |
| A        | Luigi Mainardi    | Livorno         | definitivo |
| D        | Giancarlo Genisio | Genoa           | definitivo |
| A        | Ciro Esposito     | Juventus Stabia | definitivo |

| Cessioni | Cessioni | Cessioni | Cessioni |
| R.       | Nome     | a        | Modalità |
| -------- | -------- | -------- | -------- |
|          |          |          |          |

## Risultati

### Serie C

#### Girone di andata
| Arbitro: | Torretta |

|                     |           |           |
| Da Dalto 79’ (rig.) | Marcatori | 62’ Palma |

| Arbitro: | Treggiari |

|                             |           |                |
| Padovani 43’, 53’ Rossi 64’ | Marcatori | 34’ Meneghetti |

| Arbitro: | Casella |

|                           |           |  |
| Muiesan 51’ Sassaroli 74’ | Marcatori |  |

| Arbitro: | Monforte (Palermo) |

|                    |           |                          |
| Stucchi 76’ (rig.) | Marcatori | 32’ Mattioli 38’ Benetti |

| Arbitro: | Centone |

|                                     |           |           |
| Russo 10’ Garagna 50’ Mainardis 58’ | Marcatori | 48’ Rossi |

| Arbitro: | Fioretti |

|           |           |  |
| Valle 79’ | Marcatori |  |

| Torre Annunziata 31 ottobre 1965 7ª giornata | Savoia            | 0 – 0 | Sambenedettese | Stadio Comunale\| Arbitro: \| Manetti (Firenze) \| |
| Arbitro:                                     | Manetti (Firenze) |       |                |                                                    |

| Arbitro: | Michelotti (Parma) |

|            |           |  |
| Guizzo 85’ | Marcatori |  |

| Arbitro: | Tempio (Catania) |

|                                    |           |  |
| Mainardi 17’ Bertossi 19’ Bodi 72’ | Marcatori |  |

| Arbitro: | Cantelli (Firenze) |

|                  |           |  |
| Pacco 70’ (rig.) | Marcatori |  |

| Arbitro: | Ottonello (Firenze) |

|            |           |             |
| Benini 37’ | Marcatori | 46’ Palumbo |

| Torre Annunziata 5 dicembre 1965 12ª giornata | Savoia           | 0 – 0 | Bari | Stadio Comunale\| Arbitro: \| Beccaria (Lecco) \| |
| Arbitro:                                      | Beccaria (Lecco) |       |      |                                                   |

| Crotone 12 dicembre 1965 13ª giornata | Crotone          | 0 – 0 | Savoia | \| Arbitro: \| Leardi (Messina) \| |
| Arbitro:                              | Leardi (Messina) |       |        |                                    |

| Arbitro: | Lavetti (Bergamo) |

|              |           |  |
| Esposito 65’ | Marcatori |  |

| Arbitro: | Serafino (Roma) |

|  |           |                         |
|  | Marcatori | 4’ Mainardi 86’ Palumbo |

| Arbitro: | Gioia |

|                         |           |                     |
| Ferrari 4’ Padovani 53’ | Marcatori | 44’ Prati 73’ Minto |

| Arbitro: | Bravi (Roma) |

|                                        |           |              |
| Campanini 2’, 60’, 74’ Balestrieri 87’ | Marcatori | 14’ Esposito |

#### Girone di ritorno
| Arbitro: | Gardelli |

|                      |           |              |
| Cavallini 55’ (rig.) | Marcatori | 33’ Mainardi |

| Arbitro: | Lupi (Genova) |

|                       |           |              |
| Oreste 31’ Casini 77’ | Marcatori | 61’ Mainardi |

| Arbitro: | Cicconetti (Pordenone) |

|  |           |                              |
|  | Marcatori | 45’ (rig.) Muiesan 86’ Selmo |

| Arbitro: | Cruciani (Terni) |

|                                                         |           |              |
| Marangi 26’ (rig.), 33’ (rig.) Benetti 54’ Mattioli 65’ | Marcatori | 83’ Padovani |

| Arbitro: | Trilli |

|              |           |              |
| Padovani 60’ | Marcatori | 79’ Trevisan |

| Arbitro: | Panzino |

|               |           |  |
| Inferrera 58’ | Marcatori |  |

| Arbitro: | Valagusta (Lecco) |

|                                    |           |                          |
| Passoni 23’ Frigieri 53’ Panza 78’ | Marcatori | 36’ Esposito 47’ Palumbo |

| Arbitro: | Calligaris (Alessandria) |

|                                       |           |                  |
| Franzini 33’, 65’ (rig.) Esposito 63’ | Marcatori | 64’ Giammarinaro |

| Arbitro: | Bencetti (Treviglio) |

|              |           |            |
| Lancioni 15’ | Marcatori | 9’ Ferrari |

| Arbitro: | Barbaresco (Cormons) |

|              |           |           |
| Padovani 13’ | Marcatori | 88’ Pacco |

| Arbitro: | Pfiffner (Torino) |

|                        |           |  |
| Esposito 52’ Rossi 78’ | Marcatori |  |

| Arbitro: | Dal Prati (Verona) |

|              |           |  |
| De Nardi 82’ | Marcatori |  |

| Torre Annunziata 25 aprile 1966 30ª giornata | Savoia              | 0 – 0 | Crotone | Stadio Comunale\| Arbitro: \| Lo Giudice (Torino) \| |
| Arbitro:                                     | Lo Giudice (Torino) |       |         |                                                      |

| Arbitro: | Sabatini |

|            |           |  |
| Franzò 29’ | Marcatori |  |

| Torre Annunziata 8 maggio 1966 32ª giornata | Savoia            | 0 – 0 | Nardò | Stadio Comunale\| Arbitro: \| Castoldi (Genova) \| |
| Arbitro:                                    | Castoldi (Genova) |       |       |                                                    |

| Arbitro: | Capriccioli (Roma) |

|                     |           |  |
| Minto 20’ Prati 75’ | Marcatori |  |

| Arbitro: | Cimma (Biella) |

|              |           |                   |
| Bechelli 45’ | Marcatori | 30’, 63’ Pozzobon |

#### Spareggio
| Arbitro: | Picasso (Chiavari) |

|                           |           |  |
| Rossi 48’ (aut.) Nedi 66’ | Marcatori |  |

## Statistiche
Aggiornate al 29 maggio 1966.

### Statistiche di squadra
| Competizione | Punti | In casa | In casa | In casa | In casa | In casa | In casa | In trasferta | In trasferta | In trasferta | In trasferta | In trasferta | In trasferta | Totale | Totale | Totale | Totale | Totale | Totale | M.I. |
| Competizione | Punti | G       | V       | N       | P       | Gf      | Gs      | G            | V            | N            | P            | Gf           | Gs           | G      | V      | N      | P      | Gf     | Gs     | M.I. |
| ------------ | ----- | ------- | ------- | ------- | ------- | ------- | ------- | ------------ | ------------ | ------------ | ------------ | ------------ | ------------ | ------ | ------ | ------ | ------ | ------ | ------ | ---- |
| Serie C      | 26    | 17      | 6       | 8       | 3       | 20      | 13      | 17           | 1            | 4            | 12           | 10           | 28           | 34     | 7      | 12     | 15     | 30     | 41     | -11  |
| Totale       | 26    | 17      | 6       | 8       | 3       | 20      | 13      | 17           | 1            | 4            | 12           | 10           | 28           | 34     | 7      | 12     | 15     | 30     | 41     | -11  |

### Andamento in campionato
| Giornata  | 1  | 2 | 3 | 4  | 5  | 6  | 7  | 8  | 9  | 10 | 11 | 12 | 13 | 14 | 15 | 16 | 17 | 18 | 19 | 20 | 21 | 22 | 23 | 24 | 25 | 26 | 27 | 28 | 29 | 30 | 31 | 32 | 33 | 34 |
| --------- | -- | - | - | -- | -- | -- | -- | -- | -- | -- | -- | -- | -- | -- | -- | -- | -- | -- | -- | -- | -- | -- | -- | -- | -- | -- | -- | -- | -- | -- | -- | -- | -- | -- |
| Luogo     | C  | C | T | C  | T  | T  | C  | T  | C  | T  | T  | C  | T  | C  | T  | C  | T  | T  | T  | C  | T  | C  | C  | T  | C  | T  | C  | C  | T  | C  | T  | C  | T  | C  |
| Risultato | N  | V | P | P  | P  | P  | N  | P  | V  | P  | N  | N  | N  | V  | V  | N  | P  | N  | P  | P  | P  | N  | V  | P  | V  | N  | N  | V  | P  | N  | P  | N  | P  | P  |
| Posizione | 15 | 6 | 8 | 13 | 15 | 15 | 15 | 17 | 16 | 17 | 17 | 17 | 17 | 16 | 15 | 15 | 15 | 15 | 15 | 16 | 16 | 16 | 16 | 16 | 16 | 16 | 16 | 16 | 16 | 16 | 16 | 16 | 16 | 17 |

Legenda:

Luogo: C = Casa; T = Trasferta. Risultato: V = Vittoria; N = Pareggio; P = Sconfitta.

### Statistiche dei giocatori
Sono in corsivo i calciatori che hanno lasciato la società a stagione in corso.
| Giocatore       | Serie C  | Serie C |
| Giocatore       | Presenze | Reti    |
| --------------- | -------- | ------- |
| G. Bechelli     | 23       | 1       |
| G. Berlasso     | 9        | 3       |
| E. Bertossi     | 33       | 1       |
| G. Biasin       | 2        | 1       |
| L. Bodi         | 8        | 1       |
| G. Boesso       | 2        | -5      |
| S. Borrelli     | 1        | 0       |
| G. Caramanno    | 4        | 0       |
| G. Da Dalto     | 26       | 1       |
| C. Esposito     | 20       | 5       |
| L. Farinelli    | 3        | -5      |
| P. Ferrari      | 32       | 2       |
| C. Franzini     | 16       | 2       |
| G. Genisio      | 28       | 0       |
| G. Inferrera    | 14       | 1       |
| L. Mainardi     | 20       | 4       |
| R. Padovani     | 29       | 6       |
| F. Palumbo      | 30       | 3       |
| G. Roi          | 30       | -32     |
| G. Rossi        | 19       | 2       |
| G. Spazzadeschi | 3        | 0       |
| R. Stucchi      | 33       | 1       |